# Escola de Pintura, Escultura e Arquitetura de Moscovo

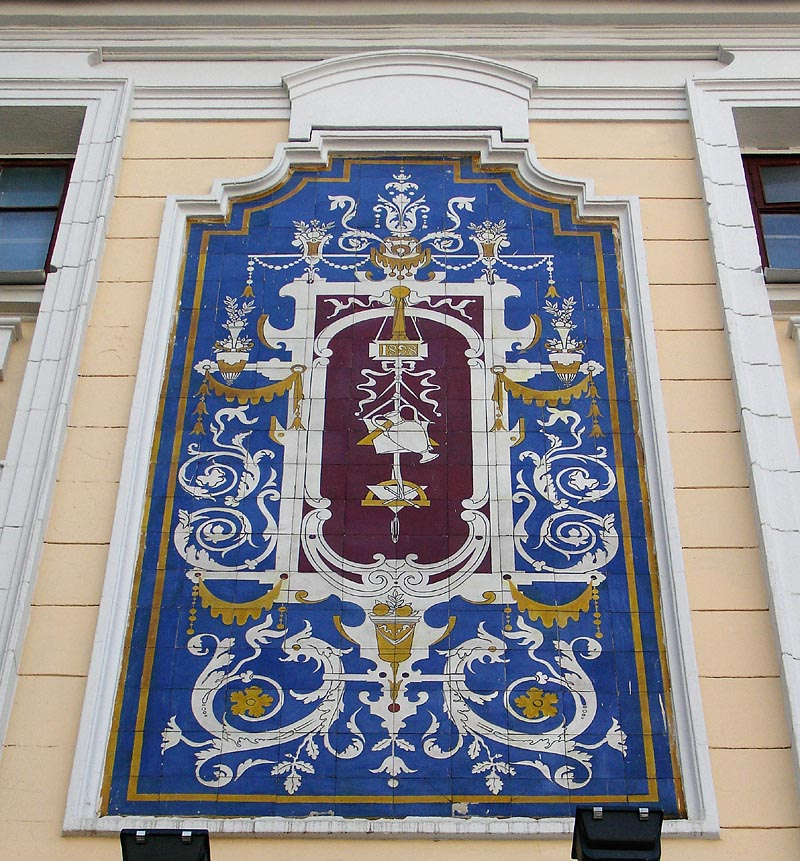
Painel de azulejos do edifíco da escola no Rua Rozhdestvenka, actualmente a Escola de Pintura, Escultura e Arquitetura de Moscovo)

A Escola de Pintura, Escultura e Arquitetura de Moscovo (em russo:  Московское училище живописи, ваяния и зодчества, МУЖВЗ) foi uma das maiores instituições de educação na Rússia. A escola for formada por uma união, em 1865, de um colégio de arte privado, estabelecido em Moscovo em 1832, e a Escola de Arquitetura Palaciana, estabelecida em 1749 por Dmitry Ukhtomsky. No fim do século XIX, concorreu com a Academia de Artes da Rússia estatal pelo título de maior escola artística do país. No século XX, a arte e arquitetura seriam mais uma vez separadas, no Instituto Surikov de Artes Aplicadas de Moscovo e no Instituto de Arquitetura de Moscovo.